# Willie Duff
William Duff, più conosciuto con il diminutivo Willie Duff (Winchburg, 6 febbraio 1935 – Edimburgo, 30 agosto 2004) è stato un calciatore scozzese, di ruolo portiere.

## Carriera
Nell'estate del 1952 passa per 200 sterline dai dilettanti dell'Easthouses Lily, in cui giocava nelle giovanili, all'Hearts, club della prima divisione scozzese; qui nei suoi primi due anni di permanenza pur essendo aggregato alla prima squadra come portiere di riserva non scende mai in campo in partite ufficiali, guadagnandosi il ruolo da titolare a partire dalla stagione 1954-1955, nella quale peraltro il club vince una Coppa di Lega (a 48 anni di distanza dall'ultimo trofeo vinto dal club nella sua storia). Nell'estate del 1956, dopo aver vinto anche una Coppa di Scozia, passa in prestito al Charlton, club della prima divisione inglese; nel 1958 viene acquistato a titolo definitivo per 6500 sterline, restando poi in squadra fino al termine della stagione 1962-1963. In sette anni di permanenza agli Addicks (tutti in seconda divisione ad eccezione del primo, trascorso come detto in massima serie) gioca complessivamente 213 partite di campionato (20 in prima divisione e 193 in seconda divisione).
Dal 1963 al 1967 milita nel Peterborough Utd, club della terza divisione inglese, con cui in un quadriennio di permanenza gioca in totale 118 partite di campionato; nell'estate del 1967 dopo 11 anni torna a giocare in Scozia, al Dunfermline, dove pur non essendo titolare (gioca infatti 35 partite di campionato nell'arco di tre stagioni) è tra i protagonisti del miglior periodo della storia del club, che oltre a vincere la Coppa di Scozia (la seconda nella storia del club) nella stagione 1967-1968, si qualifica per le semifinali della Coppa delle Coppe 1968-1969 (competizione in cui gioca 4 partite), stagione nella quale inoltre eguaglia con un terzo posto in classifica il suo miglior piazzamento di sempre in campionato; il club prende inoltre parte alla Coppa delle Fiere 1969-1970, in cui Duff gioca 4 partite. Il ritiro definitivo di Duff avviene al termine della stagione 1973-1974, all'età di 39 anni, anche se di fatto tra il 1970 (anno del suo addio al Dunfermline) ed il 1974 gioca in totale solamente 19 partite, tutte in vari club delle serie minori scozzesi, alternate a periodi di inattività anche di diversi mesi tra un ingaggio ed il successivo.

## Palmarès

### Club

#### Competizioni nazionali
- Coppa di Scozia: 2

Hearts: 1955-1956
Dunfermline: 1967-1968
- Coppa di Lega scozzese: 1

Hearts: 1954-1955